# Bosra
Bosra (ar: بصرى), kroz povijest poznata i kao Bostra, Busrana, Bozrah, Bozra, Busra Eski Şam, Busra ash-Sham i Nova Trajana Bostra) je drevni grad koji administrativno pripada pokrajini Daara u južnoj Siriji. Stari dio grada Bosre je zbog izvanredno dobro sačuvanih antičkih spomenika upisan na UNESCO-ov popis mjesta svjetske baštine u Aziji i Oceaniji 1980. godine.

## Povijest
Bosra se pod imenom Busrana prvi put spominje u natpisima egipatskog faraona Tutmosisa III. u 14. stoljeću pr. Kr. Nakon što ga je osvojio Aleksandar Veliki i kratkog helenističkog razdoblja, ponovno ga osvaja perzijska dinastija, Seleukidi. Iskoristivši propast Seleukida, područje južne Sirije su u 1. stoljeću pr. Kr. napali i zauzeli Nabatejci te ju učinili prijestolnicom svog kraljevstva.
Godine 106., grad je zauzeo Kornelije Palma, general vojske rimskog cara Trajana. Rimljani su grad pretvorili u vojni stožer Nova Traiana Bostra u kojem je bila stacionirana III. kirenajska legija, a Bosra je postala sjedište nove rimske provincije Arabia Petraea. Kroz Bosru je vodio novoizgrađeni rimski put između Damaska i Akabe na obali Crvenog mora (Via Nova Traiana). Rimljani su u okolici grada izgradili sustave za navodnjavanje, koji su doveli do procvata oblasti. Godine 244., stanovnik Bosre, Filip Arapin, postao je rimskim carem, a svoj rodni grad je učinio metropolom u kojoj se kovao novac s njegovim likom.
U bizantskom razdoblju Bosra je bila važno središte kršćanstva, prvo kao sjedište biskupije, a potom nadbiskupije. U 6. stoljeću u Bosri je izgrađena najveća crkva u cijeloj regiji.
Prema predaji kršćanskog svećenika Bahire, grad je nekoliko puta pohodio i sam Muhamed vodeći karavane između Meke i Damaska. Godine 634. grad su osvojili Arapi pod vodstvom kalifa Velida I. i grad je, zbog legendi o Muhamedu, prosperirao kao omiljena postaja islamskih hodočasnika na putu prema Meki.
U 12. stoljeću ga dva puta bezuspješno napadaju križari, ali grad nastavlja živjeti. No, kad je otvoren novi hodočasnički put preko Dere, grad je postupno napušten.
Danas je Bosra veliki arheološki lokalitet s iskopinama iz vremena Rimljana, Bizantinaca i ranog Islamskog razdoblja.
Godine 1980. Bosra je upisana na UNESCO-ov popis mjesta svjetske baštine u Aziji, a 2007. god. Sirija je osnovala Odbor za zaštitu Starog grada Bosre. No, zbog ratnih sukoba, 20. lipnja 2013. godine UNESCO je odlučio staviti svih šest mjesta svjetske baštine u Siriji na popis mjesta svjetske baštine u opasnosti

## Znamenitosti
Bosra, koja je nekad davno imala oko 80.000 stanovnika, danas je tek selo koje se smjestilo između slavnih ruševina.
Najznamenitiji spomenik je izvanredno sačuvano rimsko kazalište, vjerojatno iz vremena cara Trajana. Ono je jedino kazalište koje ima gornju galeriju u obliku natkrivenog trijema. Utvrđeno je između 481. i 1231. godine. U blizini su i dva rimska mosta, Haraba i Gemarin.
Sačuvani su i mnogi drugi nabatejski, rimski i bizantski spomenici, te rane islamske džamije i medrese. Ranokršćanska bazilika ima središnji tlocrt s istočnom apsidom okruženom s dvije kapele, što će odlučujuće utjecati na razvoj kršćanske arhitekture.
Džamija Al-Omari je jedna od najstarijih sačuvanih džamija na svijetu.

## Vanjske poveznice
- Katolička enciklopedija o Bosri
- Bosra World Heritage site in panographies - interaktivna karta od 360°